# 헬무트 렌트
헬무트 렌트(독일어: Helmut Lent, 1918년 6월 13일 - 1944년 10월 7일)는 독일의 공군 군인이다. 제2차 세계 대전 당시 야간전투기 에이스 비행사였다. 적기 110기를 격추했으며 그 중 102기가 야간 격추이다. 종교적으로 독실한 집안에서 태어났으나 아버지의 바람에 반하여 일찍부터 글라이더 비행에 참여했고 1936년 공군에 입대했다. 훈련을 마친 후 제76중전투비행단(ZG 76) 제1비행대대에 배치되었다. 렌트는 폴란드 침공 당시 북해 상공에서 처음으로 적기를 격추했다고 주장했다. 노르웨이 침공에 종군한 뒤 새로이 편성된 제1야간전투비행단(NJG 1)에 배속되었다.
1941년 5월 12일에 처음으로 야간에 적기를 격추했으며 적기 22기를 격추한 뒤인 1941년 8월 30일 기사십자 철십자장을 서훈받았다. 이후 꾸준히 격추수를 올리며 승진하여 1944년 6월 15일 소령 계급으로 야간 격추수 100기를 최초로 달성했다. 이 공적으로 1944년 7월 31일 곡엽검금강석 기사십자 철십자장을 받았다.
1944년 10월 5일 융커스 Ju 88을 몰고 슈타데에서 보르헨까지 가던 도중 파더보른 남쪽 5킬로미터 지점에서 착륙을 시도하다가 엔진 하나가 전깃줄에 걸려 추락하는 사고가 일어났고 렌트를 비롯한 승무원 네 명은 모두 치명상을 입었다. 나머지 세 명은 추락하고 거의 직후에 즉사했고 렌트는 이틀을 더 버티고 10월 7일 사망했다.